# Corel Ventura
Corel Ventura ist das älteste DTP-Programm für PCs mit einer bewegten Geschichte.
1985 gründete John Meyer nach seinem Ausstieg aus Digital Research, Inc. die Firma Ventura Software, um ein DTP-Programm unter der grafischen Oberfläche GEM zu entwickeln.
1986 wurde die Version 1 fertig und wurde von Xerox vertrieben. 1987 überholte Ventura Publisher den damaligen Marktführer PageMaker und war das meistgenutzte DTP-Programm seinerzeit. Bis 1989 existierten bereits 200.000 Kopien (Anm.: wahrscheinlich in Bezug auf den amerikanischen Markt), als Xerox Ventura Software aufkaufte, um 1990 sowohl eine GEM-, als auch eine Windows- und OS/2-Version zu veröffentlichen.
Doch die legendäre Geschwindigkeit der GEM-Versionen konnte die Windows-Version nicht leisten. Zudem war sie sehr fehlerhaft und daher kaum ernsthaft benutzbar.
Obwohl die Version 4 darauf deutlich besser war, konnten die verlorenen Marktanteile nie wieder aufgeholt werden.
1993 übernahm Corel das Programm als Corel Ventura und implementierte für die Version 5 einige Elemente aus seinem Grafik-Programm CorelDraw 5.
1996 kam Ventura in einer vollkommen neu programmierten Version 7 auf den Markt. Die bis dahin vorherrschende textorientierte Bearbeitung wurde um die objektorientierte Bearbeitung ergänzt. Obwohl diese Version dem damaligen Marktführer QuarkXPress ebenbürtig war, konnten außerhalb des englischsprachigen Raumes keine wesentlichen Marktanteile gewonnen werden, da die Oberfläche nur auf Englisch zur Verfügung stand (Rechtschreibprüfungen und Trennalgorithmen gab es jedoch in vielen Sprachen).
Der Vorsprung von PageMaker und QuarkXPress war 1998 zumindest im deutschsprachigen Raum schon so groß, dass die Version 8, nun auch auf Deutsch und mit vielen weiteren Verbesserungen, nicht sehr zur Kenntnis genommen wurde. Daran hat auch die bis heute aktuelle Version 10 (9 wurde übersprungen) nichts ändern können. Diese besitzt eine direkte PDF-Ausgabe, XML-Unterstützung, Datenbankanbindungen und eine enorm flexible Script-Programmierung.
Fachleute sind sich einig darüber, dass eklatantes Missmanagement dazu geführt hat, dass aus dem einstigen Marktführer eine Randerscheinung geworden ist. Mittlerweile findet keinerlei Marketing mehr für das Programm statt und die Realisierung einer künftigen Version 11 scheint ausgeschlossen.
Dennoch gibt es eine eingeschworene und sehr internationale Fangemeinde um Ventura, die sich aus Verlagen, Grafikern und EDV-Leuten zusammensetzt. Diese Fachleute beurteilen Ventura in vielen Punkten den etablierten DTP-Programmen immer noch als überlegen, obwohl ihm viele der modernen Layouttechniken, wie beispielsweise transparente Objektschatten, fehlen.

## Die besondere Arbeitsweise
Seine legendäre Arbeitsweise liegt in der Geschichte des Venturas begründet. Ventura setzte von Beginn an auf hohe typographische Präzision und effizientes Arbeiten durch Anwendung von leistungsfähigen Formaten (Stilen). Der Text konnte sowohl auf kapitelweise frei definierten Seiten als auch in verketteten und frei verschiebbaren Rahmen platziert werden.
Diese Arbeitsweise erweist sich bei umfangreichen Dokumenten als enorm zeitsparend, da ein Absatz mit nur einem Klick zu einer Kapiteleingangsseite werden kann. Auch nachträgliche Änderungen müssen nur einmalig im Stil vorgenommen werden und wirken sich dann umgehend auf das gesamte Dokument aus.
Schrittweise wurden weitere Layoutfunktionen, wie Seiten- und Tabellenstile usw., eingeführt. Somit ist es mit Ventura möglich, komplexe Layouts mit gedrehten und verketteten Rahmen zu erstellen und gleichzeitig die enormen Möglichkeiten der Ventura-Stile zu nutzen.
Neben den normalen Layoutarbeiten ermöglichen diese Stile auch äußerst vielseitige Gestaltungsmöglichkeiten von datenbankbasierenden Dokumenten, das sogenannte Database Publishing. In Kombination mit verankerten Bildrahmen, stilbasierenden Spaltenwechseln, Tabellen, automatischen Nummerierungen, Indexen und Verzeichnissen können Telefonbücher, Jahresberichte, Kataloge in kürzester Zeit halb- oder vollautomatisch erstellt werden, während bei anderen DTP-Programmen deutlich mehr Handarbeit notwendig ist.